# Nanda Kot
Der Nanda Kot ist ein 6861 Meter hoher Berg im Himalaya in Indien.
Der Berg befindet sich im Distrikt Pithoragarh in geringer Entfernung zum Nanda-Devi-Nationalpark.
Der Berg Changuch befindet sich auf einem Bergkamm, der vom Nanda Kot nach Westen zum Nanda Khat und Nanda Devi führt. Nordöstlich des Nanda Kot befindet sich der Kuchela Dhura.